# The Hunger Games: Songs from District 12 and Beyond
The Hunger Games: Songs from District 12 and Beyond je službeni album filma Igre gladi iz 2012. godine. Iako je glazbu za film napisao James Newton Howard, na albumu se nalaze pjesme različitih glazbenika koje su svojom tematikom odgovarale korištenju u filmu. Tako se i na albumu našle pjesme Safe & Sound i Eyes Open pjevačice  Taylor Swift. 14. veljače 2012. pjesma s albuma One Engine je omogućena za prijenos datoteka putem interneta preko iTunesa, a 27. ožujka 2012. ta mogućnost ostvarena je i za pjesmu Eyes Open.

## Popis pjesama
| Br. | Skladba                    | Izvođači                 | Trajanje |
| --- | -------------------------- | ------------------------ | -------- |
| 1.  | »Abraham's Daughter«       | Arcade Fire              | 3:22     |
| 2.  | »Tomorrow Will Be Kinder«  | The Secret Sisters       | 3:25     |
| 3.  | »Nothing to Remember«      | Neko Case                | 2:58     |
| 4.  | »Safe & Sound«             | Taylor Swift             | 4:00     |
| 5.  | »The Ruler and the Killer« | Kid Cudi                 | 4:33     |
| 6.  | »Dark Days«                | Punch Brothers           | 3:53     |
| 7.  | »One Engine«               | The Decemberists         | 3:01     |
| 8.  | »Daughter's Lament«        | Carolina Chocolate Drops | 2:46     |
| 9.  | »Kingdom Come«             | The Civil Wars           | 3:42     |
| 10. | »Take the Heartland«       | Glen Hansard             | 2:45     |
| 11. | »Come Away to the Water«   | Maroon 5                 | 5:13     |
| 12. | »Run Daddy Run«            | Pistol Annies            | 2:45     |
| 13. | »Rules«                    | Jayme Dee                | 3:27     |
| 14. | »Eyes Open«                | Taylor Swift             | 4:04     |
| 15. | »Lover Is Childlike«       | The Low Anthem           | 4:15     |
| 16. | »Just a Game«              | Birdy                    | 4:01     |

## Ljestvice i certifikacije
| Ljestvica (2012.)    | Pozicija |
| -------------------- | -------- |
| Australija           | 14.      |
| Austrija             | 61.      |
| Belgija (Flandrija)  | 62.      |
| Belgija (Valonija)   | 91.      |
| Kanada               | 5.       |
| Francuska            | 168.     |
| Njemačka             | 69.      |
| Irska                | 4.       |
| Meksiko              | 60.      |
| Novi Zeland          | 13.      |
| Norveška             | 32.      |
| UK Compilation Chart | 16       |
| US Billboard 200     | 1.       |

| Država | Certifikacija |
| ------ | ------------- |
| SAD    | zlatna        |

## Vanjske poveznice
- (engl.) Službena stranica filma
- (engl.) Album na stranici Taylor Swift  Arhivirana inačica izvorne stranice od 11. prosinca 2012. (Wayback Machine)
- (engl.) Igre gladi na Internet Movie Database